# Livet du gav mig
Livet du gav mig (danska: I gabestokken) är en dansk dramafilm från 1950 i regi av Jon Iversen och Alice O'Fredericks.

## Rollista i urval
- Ove Rud - Viggo Bach
- Grethe Thordahl - Bente Bach
- Paula Illemann Feder - Viggos mor
- Jon Iversen - Kontorchefen
- Lily Broberg - Rita Hansen
- Ib Schønberg - Dr. Svenningsen
- Jørgen Reenberg - Teddy
- Preben Lerdorff Rye - revisor Sejr
- Peter Malberg - Gamle
- Birthe Backhausen - Gerda
- Betty Helsengreen - Tykke
- Lone Luther - Ebba
- Karl Gustav Ahlefeldt - läkaren
- Guri Richter - sjuksköterskan